# Covenanti

La bandiera dei Covenanti scozzesi nel XVII secolo

I covenanti (in inglese: covenanters) furono un movimento politico e religioso sorto in Scozia nel XVII secolo. Furono così chiamati, durante la guerra civile inglese, gli scozzesi seguaci del Covenant (alleanza, patto), una specie di professione di fede religiosa nazionale.

## Storia
Nel 1637 l'arcivescovo William Laud, ministro di Carlo I, impose agli scozzesi, che seguivano la religione presbiteriana, un nuovo libro liturgico, con il quale veniva di fatto introdotto in Scozia il rito anglicano. Gli scozzesi si ribellarono, firmarono il Covenant sulla base del Covenant meno celebre del 1581, con alcuni opportuni adattamenti, e giurarono di difendere la loro religione fino alla morte. Si organizzò un piccolo ma ben disciplinato esercito, comandato da Alexander Leslie e da altri militari, formatisi in Germania durante la guerra dei trent'anni, e si giunse a proclamare, il 21 novembre 1638, a Glasgow, l'abolizione completa dell'episcopato. 
Dopo la breve pace di Berwick (1639), i covenanti invasero l'Inghilterra (1640) e si allearono con i rivoluzionari inglesi (1643). Ma gli inglesi non vollero accettare il programma religioso degli scozzesi, e il re Carlo I, sperando approfittare della loro delusione, si recò presso di loro. Gli inglesi, però, riuscirono ad accordarsi di nuovo con gli scozzesi, pagando loro 400.000 sterline come indennità di guerra, e si fecero consegnare il re (1647). Tuttavia, delusi da Oliver Cromwell e scioccati dall'esecuzione del re, nel 1649 offrirono il trono a Carlo II, a patto che rispettasse il Covenant. Il 3 settembre 1650 Cromwell ottenne una schiacciante vittoria sull'esercito scozzese a Dunbar, aprendosi la strada per Edimburgo. Osteggiati durante la Restaurazione, i covenanti riebbero la piena libertà religiosa solo con la Gloriosa rivoluzione del 1689.